# Egbert Hayessen
Egbert Hayessen (ur. 28 grudnia 1913 w Eisleben, zm. 15 sierpnia 1944 w Berlinie) –  major niemiecki, uczestnik II wojny światowej, członek ruchu oporu, uczestnik spisku z 20 lipca 1944, za udział w którym został skazany na karę śmierci i stracony.  

## Życiorys
Egbert Hayessen urodził się 28 grudnia 1913 roku w Eisleben. Po zdaniu matury w 1933 roku w gimnazjum w Roßleben wstąpił do wojska i pierwsze szkolenie odbył w Artillerieregiment Nr. 12 w Schwerinie. Awansował do stopnia majora, służąc w sztabie generalnym Armii Rezerwowej u naczelnego dowódcy sił zbrojnych Friedricha Fromma (1888–1945). W tym samym biurze pracowali członkowie ruchu oporu Robert Bernardis (1908–1944) i Friedrich Klausing (1887–1944) . 
Hayessen zaangażował się w działalność spiskowców 20 lipca poprzez znajomość z Bernardisem, dołączając do spisku 15 lipca . Odpowiadał za utrzymanie łączności pomiędzy komendantem miasta Berlina Paulem von Hase (1885–1944) a prezydentem berlińskiej policji Wolfem-Heinrichem von Helldorfem (1896–1944). 20 lipca przekazał generałowi von Hase wiadomość o aresztowaniu generała Fromma, który przetrzymywany był w siedzibie spiskowców przy Bendlerstraße. Hayessen był także współodpowiedzialny za przejęcie radiostacji berlińskiej i aresztowanie Josepha Goebbelsa (1897–1945), do czego jednak nie doszło wobec niepowodzenia zamachu na Hitlera i zdradę Otto Ernsta Remera (1912–1997). 
Hayessen został aresztowany 20 lipca przez współspiskowca Hermanna Schöne (1888–1945), który sam został również aresztowany. 
15 sierpnia został skazany przez Trybunał Ludowy na karę śmierci i stracony tego samego dnia w Berlinie-Plötzensee . 